# Puerto de Santa Marta
El Puerto de Santa Marta es un puerto marítimo colombiano que se encuentra en la Bahía de Santa Marta, al norte de la Republica de Colombia, en el Mar Caribe.
Desde 2014 se encuentra en un profundo proceso de remodelación, enmarcado dentro del proyecto denominado Plan Parcial del Puerto de Santa Marta.
Esta terminal portuaria presta sus servicios las 24 horas del día en sus siete muelles y ofrece un almacenaje seguro y práctico en cada una de sus bodegas y patios. Además, es el único de la Costa Caribe colombiana que cuenta con servicio de ferrocarril, que posibilita generar cargues y descargues directos, lo que facilita el manejo de carga a granel.
Un puerto de aguas profundas; Santa Marta cuenta con un puerto marítimo de gran importancia para Colombia, por su ubicación geográfica y por el calado natural que posee, de hasta 60 pies en algunos de sus muelles. Ello constituye un atractivo y una ventaja para los armadores y navieros, ya que esta configuración física le permite atender buques de tipo postpanamax. 

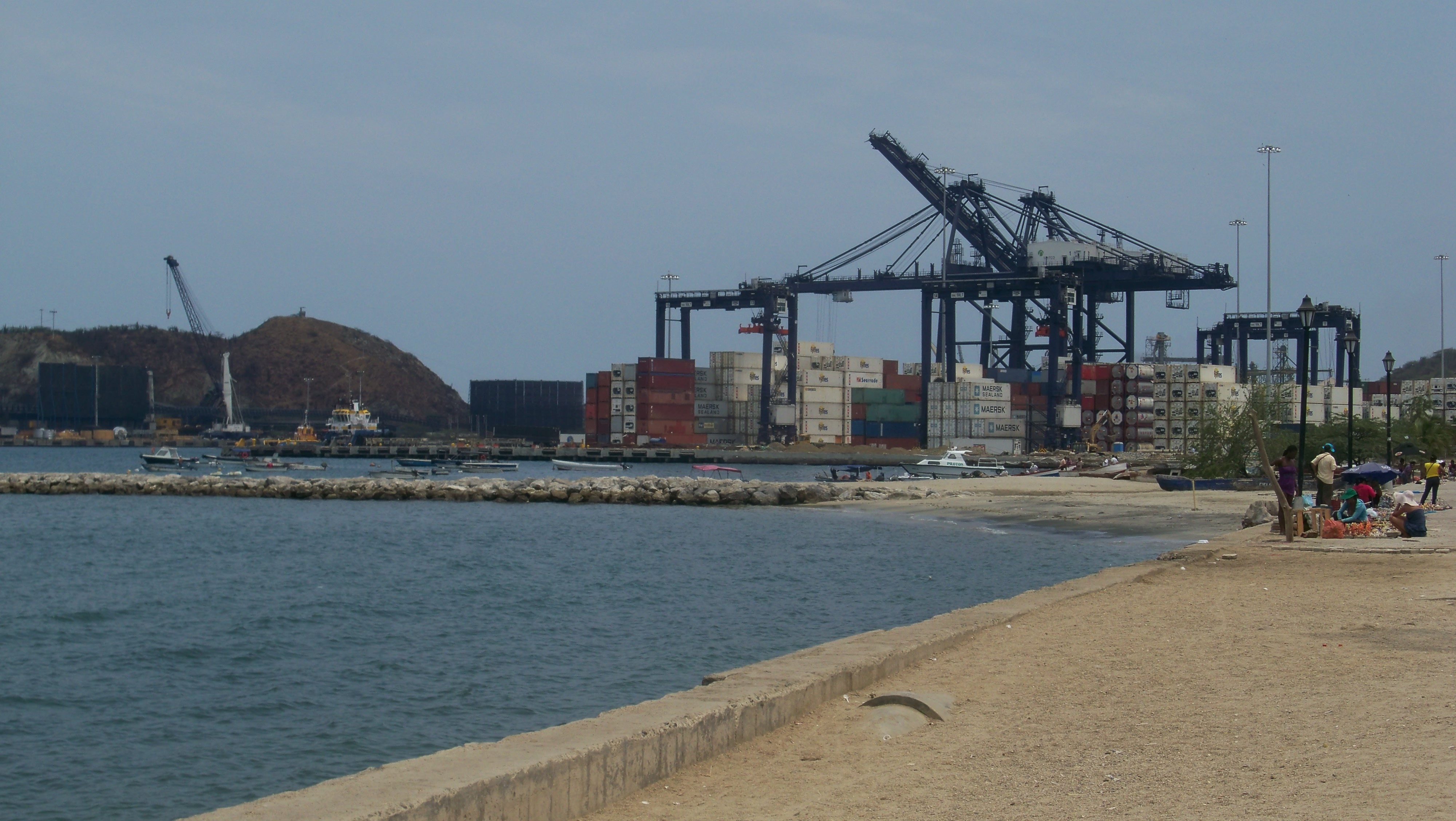

## HISTORIA

### Puerto Colonial

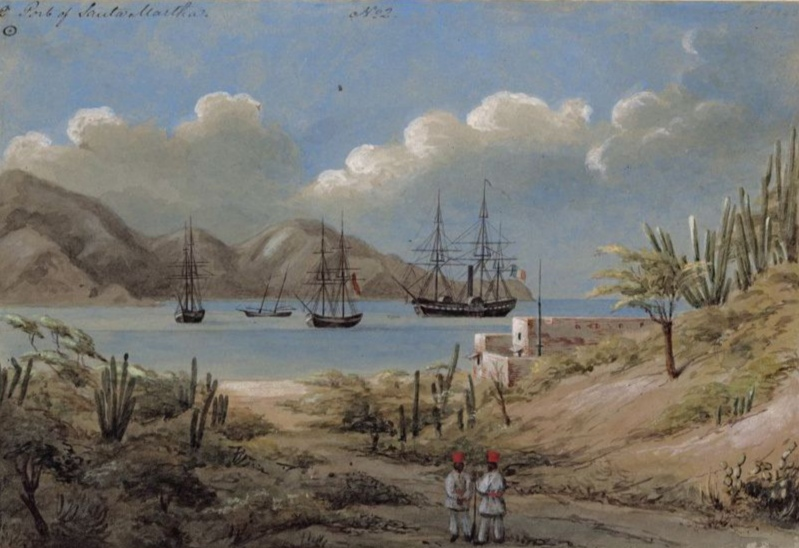
Obra gráfica de Edward Walhouse.

De 1525 a 1908, el puerto de Santa Marta careció de muelles. Durante ese lapso su comercio se circunscribió al servicio de cabotaje en el litoral Atlántico.
Santa Marta desde los albores del siglo XVII era un puerto que prácticamente vivía del contrabando y después de la liberación del comercio a fines del dieciocho, indudablemente, ésta era la principal actividad de la que sobrevivían sus habitantes. 

### Puerto Republicano.

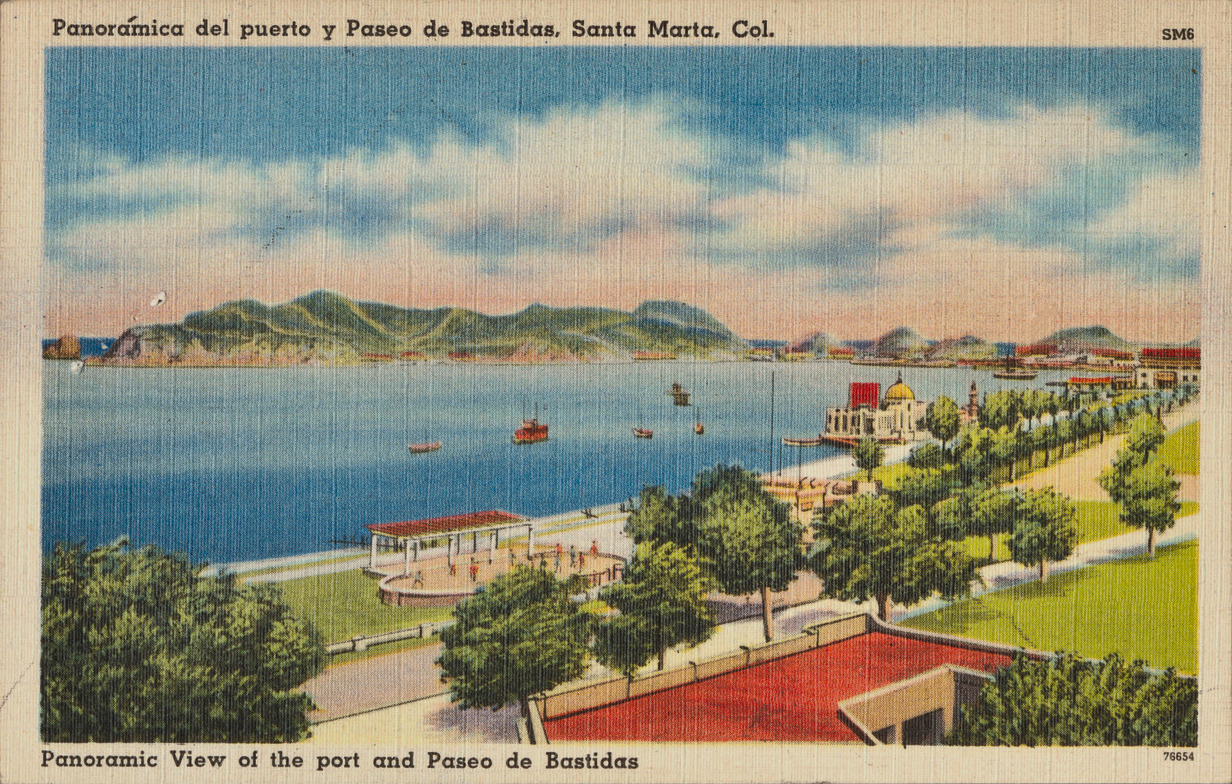

A partir de 1824, ya establecido el nuevo régimen republicano, empieza a notarse un incremento considerable en los registros de movimientos portuarios. La documentación hallada en los archivos permitió establecer las condiciones de balanza comercial no sólo para las actividades propias de la Provincia de Santa Marta, sino en generalidad para la Gran Colombia. El comercio exterior de la nueva administración se movilizaba en ese entonces especialmente por los puertos del Caribe neogranadino, donde Santa Marta jugaba un papel importante, pues los productos importados que procedían de distintas partes del mundo, ingresaban por este puerto. 

### Siglo XX

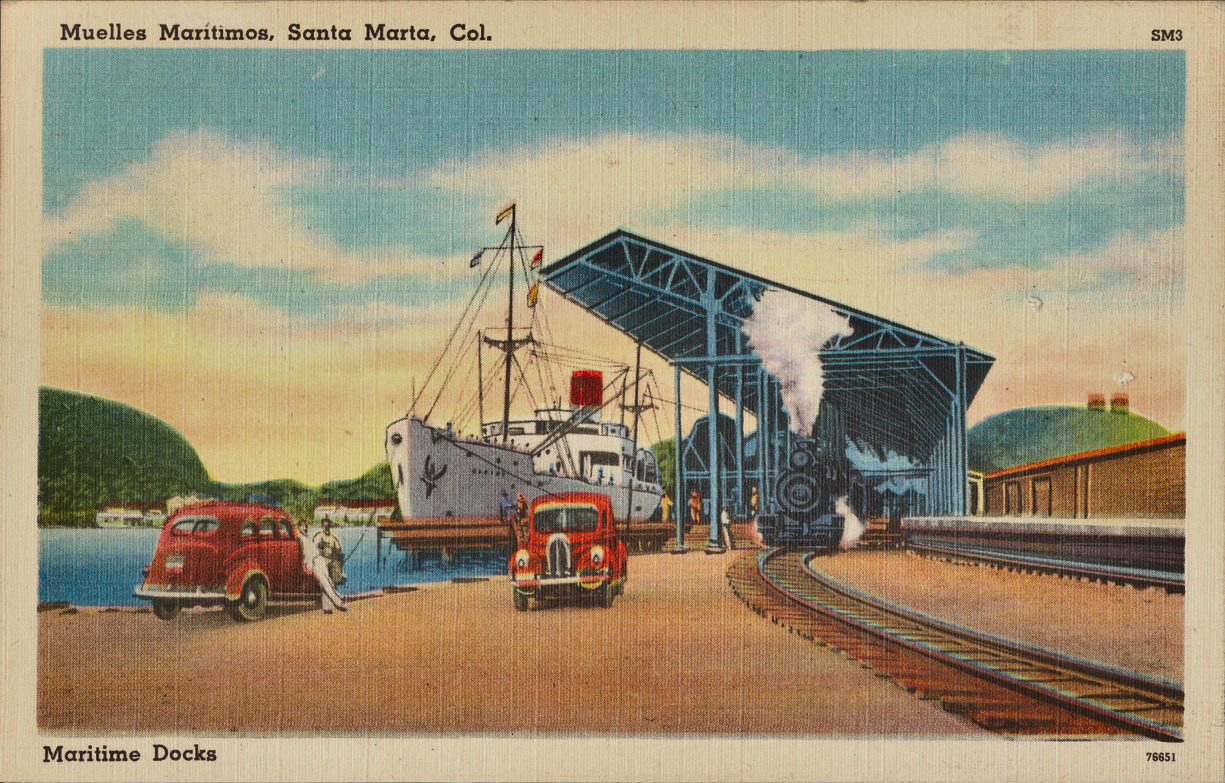

Con el incremento y organización que la United Fruit Company le dio al cultivo del banano en la famosa Zona Bananera, comprendida entre  Fundación y Santa Marta, se hizo indispensable la construcción de un ferrocarril para el transporte de la fruta y de un embarcadero apropiado para su exportación. Fue así como en 1908 el antillano Jhon Thomas, construyó por cuenta de la citada compañía un muelle de madera y zinc, con una longitud de 98 metros.
Construido el muelle, todas las operaciones de cargue se hicieron manualmente por los braceros, y los samarios se acostumbraron a ver fondeados y atracados, en la bahía y muelle, los grandes barcos de la Flota Blanca y Herder Flet, de bandera norteamericana
En el año de 1919, la United Fruit Company construyó una segunda sección de muelles en la parte norte, para el cargue y descargue de mercancías distintas a la fruta. Se había creado una necesidad para la compañía frutera y para el comercio. Esta segunda sección tenía 80 metros de longitud y contó con poleas transportadoras de banano, primer paso hacia la mecanización del cargue de la fruta.

### Colpuertos
De 1525 a 1959, la administración de los puertos estuvo a cargo del Ministerio de Obras Públicas. En diciembre de 1959, en virtud de la ley 154, se creó la Empresa Puertos de Colombia, con el fin de organizar, administrar y explotar los puertos nacionales. La empresa Puertos de Colombia fue un instituto de servicio público descentralizado, con personería jurídica y organización autónoma que se rige de acuerdo con la ley que la creó.
Cuando la empresa Puertos de Colombia se hizo cargo del Puerto de Santa Marta, en el año 1960, se dio principio a las obras de construcción, modernización y adecuación del terminal marítimo, trazando una nueva etapa en la vida de la ciudad.
Colpuertos ha transformado los puertos puestos bajo su administración, colocándolos a la altura de los mejores organizados del continente, tanto en la parte operativa como administrativa. 

## Sociedad Portuaria de Santa Marta
La Sociedad Portuaria de Santa Marta ‘‘‘SPSM’’’ nace con la Ley 001 de 1991, norma que finalizó el monopolio estatal en la administración portuaria y que llevó a la liquidación de Colpuertos. Bajo este nuevo esquema, se crearon la Superintendencia General de Puertos, las Sociedades Portuarias Regionales y los operadores portuarios, entidades con autonomía administrativa y patrimonio propio. Luego, a través de una concesión, el Estado le entregó a la Sociedad Portuaria Regional de Santa Marta, la administración y operación de la infraestructura del Terminal Marítimo.
La SPSM, que inició operaciones en el año de 1993, es una empresa de economía mixta fundada por 60 empresas, entre las cuales se encontraban organizaciones bananeras, navieras, el Departamento del Magdalena, el Distrito de Santa Marta y otros empresarios. Ese respaldo institucional le permitió obtener la autorización por parte de la Superintendencia de Puertos para desempeñarse como operador portuario.

## LAS TERMINALES

### Terminal de Carga General
‘‘‘TERMINAL DE CARGA GENERAL:’’’ TCG Sociedad Portuaria de Santa Marta, a través de su empresa filial OPERLOG, ofrece servicios especializados para la atención de la carga brindando servicios de: descargue y cargue de motonaves, porteo y cargue para el despacho de mercancías, alquiler de equipos, suministro de personal, urbaneos, unitarización y desunitarización de carga, aprovisionamiento de buques y almacenaje en Zona Franca Comercial.
Las cargas más representativas que se manejan son: Carga general, Sacos, Aceros, Tuberías, Cargas de proyecto, Cargas Extra dimensionadas.
Al interior del Puerto cuenta con 10.600 m2 de capacidad en almacenamiento descubierto y en zona externa con 31.764 m2 área descubierta y 9.417 m2 de bodegas cubiertas.

### Terminal de Carbón
‘‘‘TERMINAL DE CARBÓN:’’’ TC La Operadora de Carbón de Santa Marta, Carbosan, es la filial de Sociedad Portuaria de Santa Marta encargada de realizar las operaciones de carbón al interior del terminal samario. Cuenta con Certificado ISO 9001:2008 en su sistema de gestión de calidad e ISO 14001:2004 en su sistema de gestión ambiental.
A la fecha se han invertido más de USD$ 26 millones en una moderna infraestructura que hace posible el cargue del mineral directo en los muelles, la cual está dotada de:

•	5 Volcadores de 700 camiones/día 

•	3 Apiladores radiales 

•	350 metros de banda tubular (pipe-conveyor) 400 metros de bandas transportadoras de 48’ de ancho. 

•	4 cargadores frontales CAT 992 de 20 ton. 

•	2 tolvas de 30 toneladas c/u

•	1 Cargador directo de buque en muelle mediante ship loader con capacidad de 34.000 ton/día

•	Patios de almacenamiento con capacidad de 250.000 toneladas. 

•	Barreras para el control de la dispersión de partículas por fuera de las zonas de manejo. 

•	Sistemas de humectación continúa al producto. 

•	Subterminal con capacidad de movilización de 7.000.000 Ton/año. 

•	Patios de almacenamiento con capacidad de 250.000 toneladas. 

•	Barreras para el control de la dispersión de partículas. 

### Terminal de Granel

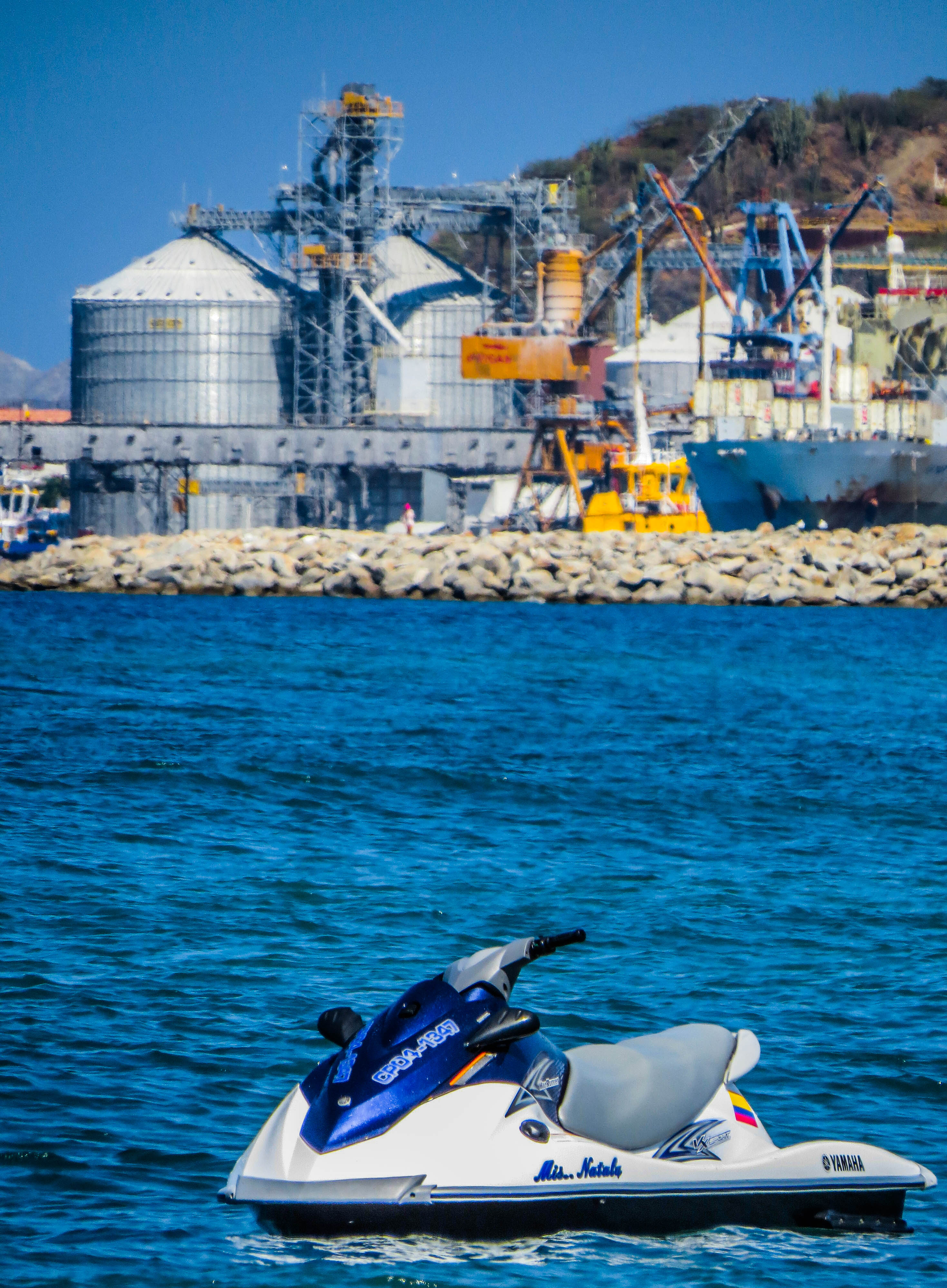

‘‘‘TERMINAL DE GRANEL:’’’ TG El Puerto de Santa Marta ofrece excelente infraestructura y servicios logísticos para las importaciones de granel sólido en el país. Cuenta con personal idóneo, equipos y la experiencia de un puerto cuya especialización durante años ha sido en el manejo de gráneles. Para las operaciones de granel limpio, el puerto en la actualidad pone a su disposición: 

•	Almacenamiento en silos: 113.400 Ton. 

•	Almacenamiento en bodegas mecanizadas: 31.500 Ton. 

•	Almacenamiento en bodegas no mecanizadas: 18.500 Ton. 

•	Grúa móvil de tierra con capacidad de 280 Ton/Hora

•	1 Equipo de succión con capacidad de 450 Ton/Hora

•	Descargue a Silos por banda con capacidad de 170 Ton/Hora

•	Rendimiento operacional: 8.000 Ton/Día

•	Equipos propios: Tolvas, Cucharas, Dobletroques, minimulas, Retroescavadoras, cargadores frontales. 

### Terminal de Contenedores

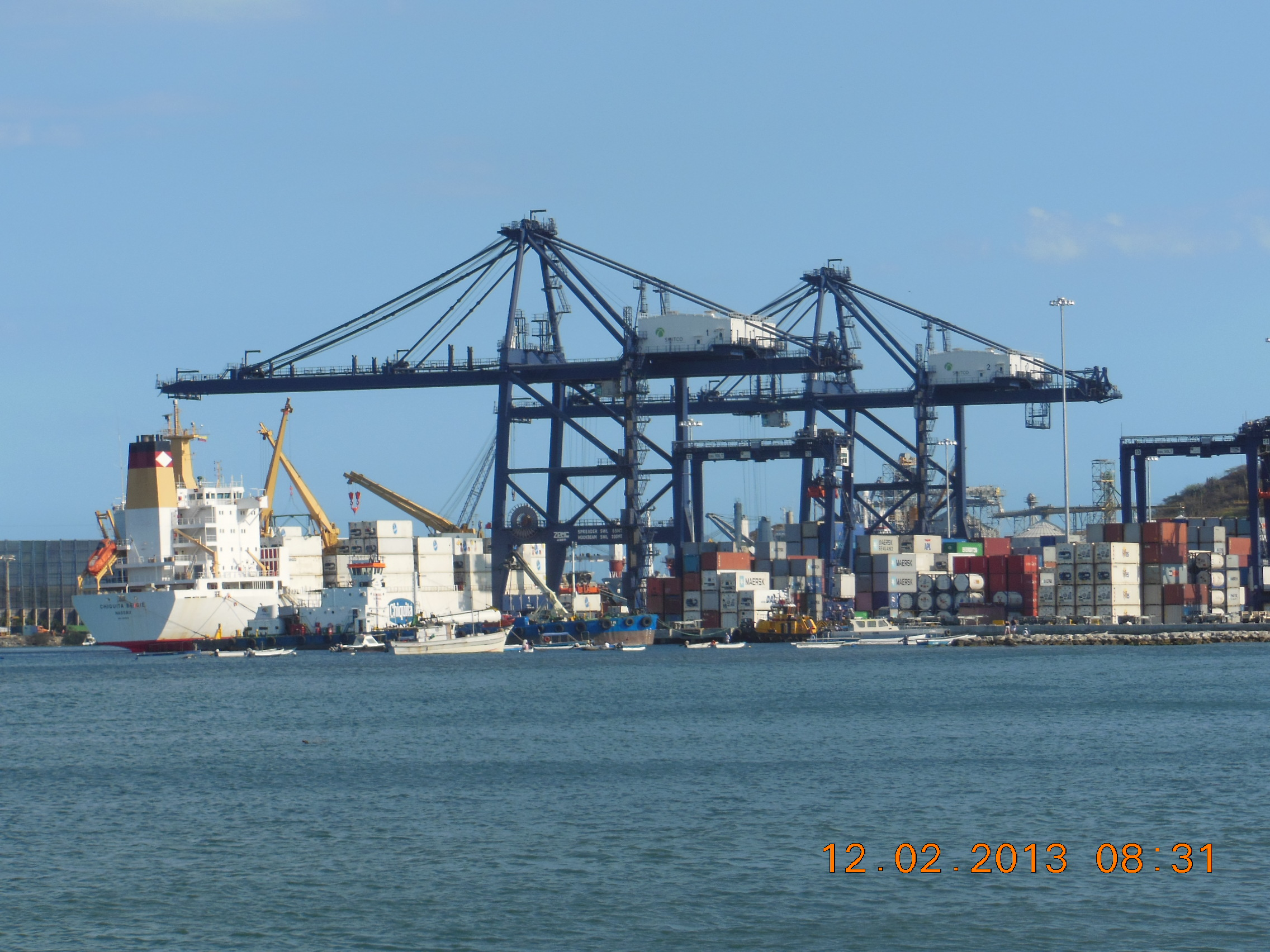

‘‘‘TERMINAL DE CONTENEDORES:’’’ TC Santa Marta International Terminal Company S.A. SMITCO es una sociedad entre SSA International y la Sociedad Portuaria creada con el fin de administrar, operar y comercializar el terminal de contenedores del Puerto de Santa Marta.
El Terminal de Contenedores del Puerto de Santa Marta cuenta con:

•	4 Cuartos fríos (2 certificados por el FDA para la exportación de aguacates). 

•	1 bodega apta alimentos de 3.017 m2. 

•	8,7 hectáreas para almacenamiento y operación. 

•	320 metros de línea de atraque. 

•	1 Centro de alistamiento de 10.000m2

•	1.300 conexiones para contenedores refrigerados. 

•	15 metros de calado para atención de Motonaves. 

•	Capacidad para operar 300.000 TEUS. 

Para la atención de Motonaves, camiones para ingreso y retiro de contenedores y la planificación de las unidades en zona de almacenamiento, cuenta con: 

•	2 Grúas Pórtico Postpanamax 100% eléctricas,

•	4 RTG’s de 6+1 100% eléctricas,

•	6 top Loaders,

•	1 Side Pick para manejo de contenedores vacíos,

•	20 Yard trucks y

•	14 Bomb Carts.

### Terminal de Líquidos
‘‘‘TERMINAL DE LIQUIDOS’’’ La Sociedad Portuaria de Santa Marta Ofrece servicios especializados para la atención de la carga líquida, en especial el Aceite de Palma y sus derivados, brindando servicios de: cargue y descargue de motonaves y carrotanques, raspe de carrotanques (para Aceite de Palma), lavado de tanques de almacenamiento y tuberías.

Capacidades e infraestructura:

•	6 Tanques con una capacidad total de almacenamiento de 11.000 Toneladas. 

•	1 Tanque de 1.140 m3. 

•	2 Tanques que 580 m3 c/u. 

•	1 Caldera de 150 BHP. 

•	1 Compresor de 490 CFM. 

•	2 Bombas para cargue de buques de 2200 GPM c/u. 

•	6 Bombas para cargue/descargue de carrotanques de 450 GPM c/u. 

•	1 Planta eléctrica para respalde de toda la planta. 

•	Capacidad para recibir dos productos en simultáneo a diferentes tanques. 

•	Sistema Contraincendios. Tiene 3 monitores de lanzamiento de agua, tubería con rociadores para enfriamiento en cada tanque y cámaras de espuma en cada tanque. 

•	Todo el sistema se encuentra protegido contra descargas atmosféricas. 

•	Dos estaciones para toma de muestras y laboratorio para análisis de calidad del producto. 

•	El sistema tiene descargadero cubierto para poder recibir 6 carrotanques simultáneamente. 

### Terminal de Carga Rodada
El Puerto de Santa Marta ofrece excelente infraestructura y servicios logísticos para las importaciones de carga rodada.

Capacidades e infraestructura:

•	Capacidad estática de hasta 3.500 bahías de parqueo de unidades rodadas. 

•	Servicios de vigilancia física y electrónica. 

•	Sistema de WiFi en todos los patios. 

•	Monitoreo de patios las 24 horas con CCTV. 

•	Operaciones controladas con dispositivos electrónicos para seguimiento, inspecciones y Tarja. 

•	Disponibilidad de conductores altamente capacitados para la conducción de vehículos. 

•	Servicios de descarga y carga de buques en modalidad Ro-Ro. 

•	Ratas de productividad promedio de 250 unidades por hora, con cero accidentes. 

•	Plan de mantenimiento y conservación de unidades de larga permanencia en stock. 

•	Mantenimiento y recarga de baterías. 

•	Traslados urbanos en niñeras para vehículos. 

•	y mas ... 

### Terminal de Cruceros

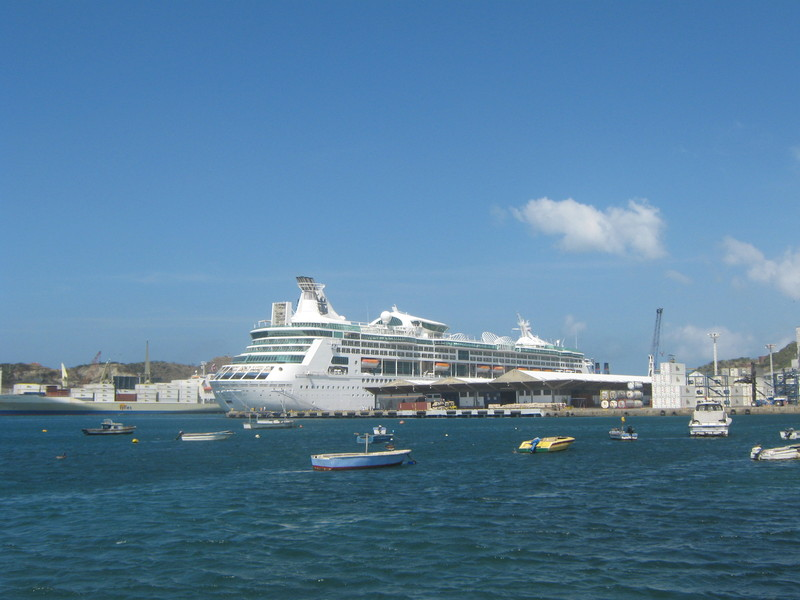
Crucero en el muelle #2

•	Posición para atraque de Buques cruceros. 

•	Acceso de Servicios al crucerista: Toures, taxis 

## Seguridad
El Puerto de Santa Marta implementa diversas medidas para garantizar la seguridad de sus instalaciones y operaciones. Estas incluyen controles de acceso con reconocimiento facial, capacitación en seguridad industrial, y políticas de seguridad vial. Además, la Sociedad Portuaria trabaja en colaboración con autoridades marítimas y otras entidades para asegurar la seguridad integral tanto en el puerto como en las playas circundantes, especialmente durante temporadas turísticas. 

Medidas de Seguridad Específicas: 

Control de Acceso: 

El puerto utiliza un sistema de reconocimiento facial para el ingreso a sus instalaciones, requiriendo registro biométrico para empleados, contratistas y conductores. 

Seguridad Industrial: 

Se enfatiza el uso adecuado de equipos de protección personal (EPP) y se ofrecen capacitaciones sobre seguridad industrial, incluyendo temas como identificación de peligros, valoración de riesgos y manejo de emergencias. 

Seguridad Vial:

Se promueve el cumplimiento del Código Nacional de Tránsito y se implementan medidas para garantizar la seguridad vial dentro y fuera del puerto. 

Colaboración con Autoridades:

La Capitanía de Puerto de Santa Marta, en coordinación con la Armada Nacional, la  Policía Nacional, el Instituto Distrital de Turismo y otras entidades, participa en operativos de seguridad para temporadas turísticas, incluyendo controles marítimos y patrullajes en zonas turísticas. 

Compromiso con la Seguridad:

La Sociedad Portuaria declara su compromiso con la seguridad a través de políticas y programas que buscan prevenir accidentes, lesiones, impactos ambientales y promover una cultura de seguridad y auto cuidado. 

En resumen, el Puerto de Santa Marta se toma la seguridad muy en serio, implementando una variedad de medidas para proteger tanto a sus trabajadores como a sus visitantes, y colaborando activamente con las autoridades para garantizar un entorno seguro.